# Sreje, Škocjan v Podjuni
Sreje (nemško Srejach) je naselje v Občini Škocjan v Podjuni v Okraju Velikovec na Koroškem v Avstriji.